# Kazimierz Pazgan
Kazimierz Pazgan (ur. 4 marca 1948 w Starej Kamienicy, zm. 22 czerwca 2019 w Zabrzu) – polski przedsiębiorca, działacz gospodarczy, Honorowy Obywatel Miasta Nowego Sącza.

## Życiorys
W młodości pracował jako wychowawca w zakładzie poprawczym, a także dorabiał jako trębacz na weselach. W latach 70. XX wieku dorobił się prowadząc kwiaciarnię w Świdnicy. Następnie założył fermę kurczaków. W latach 80. XX wieku był prezesem Wojewódzkiego Związku Hodowców i Producentów Drobiu w Nowym Sączu. Był właścicielem grupy Konspol, największego w Polsce producenta przetworów z drobiu, w skład której wchodzą wytwórnia pasz Pasz Konspol, ubojnia kurczaków Konspol bis, przetwórnia Konspol Holding i zajmujący się logistyką Trans Konspol. W 2013 znalazł się na 71. miejscu Listy 100 najbogatszych Polaków tygodnika „Wprost”.
22 kwietnia 2014 Rada Miejska Nowego Sącza podjęła uchwałę o przyznaniu mu tytułu Honorowego Obywatela Miasta Nowego Sącza. Uroczystość nadania tytułu odbyła się w lipcu tego samego roku.
28 grudnia 2018 grupa Konspol została sprzedana amerykańskiemu koncernowi Cargill.
Został pochowany na cmentarzu parafialnym w Kamionce Wielkiej w dniu 26 czerwca 2019 r.

## Zarzuty o współpracę z SB
13 września 2013 w „Gazecie Polskiej” ukazał się artykuł pt. „Komunistyczna bezpieka trzęsie biznesem” w którym na podstawie dokumentów z archwium Instytutu Pamięci Narodowej podano iż w latach 1981–1985 Kazimierz Pazgan był tajnym współpracownikiem Służby Bezpieczeństwa o pseudonimie „Docent”. Sam Pazgan zaprzeczył, że był kiedykolwiek tajnym współpracownikiem SB. W związku z oskarżeniami wysuniętymi w artykule z „Gazety Polskiej”, były poseł Andrzej Szkaradek skierował do władz miejskich otwarty list protestacyjny przeciwko nadaniu Pazganowi tytułu Honorowego Obywatela Miasta Nowego Sącza.